# Божин Силянов
Божин Силянов Ангелов е български революционер, деец на Вътрешната македоно-одринска революционна организация.

## Биография
Божин Силянов е роден в село Козица, тогава в Османската империя, днес в Северна Македония. Брат е на Йордан Силянов – Пиперката. Отраства в крайно бедно семейство. Присъединява се към ВМОРО. През Илинденско-Преображенското въстание през лятото на 1903 година е войвода на чета и участва в сражението при село Сълп.